# Попп, Адельгейд
Адельгейд Попп (нем. Adelheid Popp; урожденная Дворак (нем. Dworak); 11 февраля 1869, Инцерсдорф-ам-Винерберге, Австро-Венгрия, — 7 марта 1939, Вена, Германия) — деятельница Социал-демократической рабочей партии Австрии, борец за права женщин, родоначальница женского рабочего движения Австрии.

## Биография
Была младшим, пятнадцатым ребёнком в семье ткача, умершего, когда Адельгейд было 6 лет. В 10 лет она начала учиться, но в 14 лет вынуждена была пойти работать на фабрику, чтобы помочь матери, здоровье которой было подорвано многочисленными родами. Братья водили Адельгейд с собой на собрания рабочих, и однажды она сама выступила на одном из них с речью о положении работниц, что произвело большую сенсацию.
С этого момента Адельгейд, ежедневно работая по 12 часов на фабрике, вечерами училась грамоте. После этого она начала читать труды социалистов и писать статьи о положении в женском рабочем движении, а по выходным выступала на партийных собраниях.
В 1893 году вышла замуж за Юлиуса Поппа, близкого друга и соратника Виктора Адлера; жена Адлера Эмма была лучшей подругой Адельгейд. В том же году, после своего участия в организации забастовки работниц, попала в поле зрения тайной полиции и в дальнейшем неоднократно заключалась в тюрьму. Была одним из создателей австрийской газеты Arbeiterinnen-Zeitung, в которой стала ответственным редактором. В этот период поддерживала хорошие отношения с Фридрихом Энгельсом и Августом Бебелем, которые очень ценили её.
В 1902 году Попп была среди основательниц «Общества социал-демократических женщин и девушек». В 1916 году она была избрана председателем Международного женского социалистического секретариата, сменив на этом посту Клару Цеткин. В 1918 году вошла в руководство Социал-демократической рабочей партии Австрии, а также была избрана в состав венского местного совета. В следующем году стала депутатом Конституционного национального собрания, а в 1920 году была избрана в Национальный совет Австрии, где пробыла до 1934 года.
Книга Попп Der Weg zur Höhe: die sozialdemokratische Frauenbewegung Österreichs; ihr Aufbau, ihre Entwicklung und ihr Aufstieg была включена нацистами в список книг, подлежащих сожжению.
Похоронена на венском Центральном кладбище (участок 63, ряд 2, могила № 24).

## Память
В 1949 году в её честь был назван муниципальный жилой дом в венском районе Оттакринг, на пересечении Поссингергассе и Хербстштрассе.
В 1992 году в Линце её имя получил проезд (Adelheid-Popp-Weg), находящийся в районе Аувизен и соединяющий Халлештрассе и Крайскиштрассе.
В 2011 году ее именем был назван сквер между домами № 74 и 78 в хернальсском переулке Геблергассе (Geblergasse), а также переулок (Adelheid-Popp-Gasse) в Донауштадте.

## Сочинения

### Автор
- (анонимно): Die Jugendgeschichte einer Arbeiterin — von ihr selbst erzählt. — München: Ernst Reinhardt, 1909.
- Erinnerungen. Aus meinen Kindheits- u. Mädchenjahren. Aus der Agitation und anderes. — Stuttgart: Dietz, 1915.
- Der Weg zur Höhe: die sozialdemokratische Frauenbewegung Österreichs; ihr Aufbau, ihre Entwicklung und ihr Aufstieg. — Wien: Frauenzentralkomitee der Sozialdemokratischen Arbeiterpartei Deutschösterreichs, 1929.

### Ответственный редактор
- Gedenkbuch 20 Jahre österreichische Arbeiterinnenbewegung, 1912.